# Desa Cipanas (administrativ by i Indonesien, Jawa Barat, lat -7,69, long 107,96)
Desa Cipanas är en administrativ by i Indonesien.   Den ligger i provinsen Jawa Barat, i den västra delen av landet, 200 km sydost om huvudstaden Jakarta.